# 西关寺
西关寺，位于中国青海省同仁市双朋西乡还主村，为第八批青海省文物保护单位，公布日期为2008年4月10日，类型为古建筑。
西关寺的历史年代为清。